# Johannes Skoug
Johannes Andreae Skoug, född 1666 utanför Gränna, Jönköpings län, död 10 augusti 1704 i Furingstads församling, Östergötlands län, var en svensk präst.

## Biografi
Johannes Skoug föddes 1666 utanför Gränna. Han blev höstterminen 1682 student vid Lunds universitet och var medlem i Östgöta nation. Skoug prästvigdes 1691 i Växjö och blev samma år komminister i Norrköpings S:t Olai församling. Han blev 1699 kyrkoherde i Furingstads församling och var respondens vid prästmötet 1701. Skoug avled 1704 i Furingstads socken.

### Familj
Skoug gifte sig första gången 15 september 1691 med Anna Roswall (död 1699), dotter till mönsterskrivaren Olof Roswall vid Kalmar regemente Susanna Sparrman. De fick tillsammans barnen kyrkoherden Johannes Skoug i Skee församling, kvartermästaren Samuel Skoug (1694–1778) och Lars Skoug.
Skoug gifte sig andra gången 13 mars 1700 med Catharina Warelius (död 1721), dotter till kyrkoherden Petrus Warelius i Åsbo församling och Magdalena Eosander. De fick tillsammans barnen Andreas Skoug (född 1701), Anna Magdalena Skoug (född 1702), Petter Skoug (1703–1703) och Dorotea Skoug (född 1704).